# Пелицер (Виченца)
Пелицер је насеље у Италији у округу Виченца, региону Венето.
Према процени из 2011. у насељу је живело 83 становника. Насеље се налази на надморској висини од 61 м.